# Рецоальо
Рецоа̀льо (на италиански: Rezzoaglio; на лигурски: Rezoaggi, Резоаджи) е село и община в Северна Италия, провинция Генуа, регион Лигурия. Разположено е на 700 m надморска височина. Населението на общината е 1078 души (към 2011 г.).